# Illa Rusinga

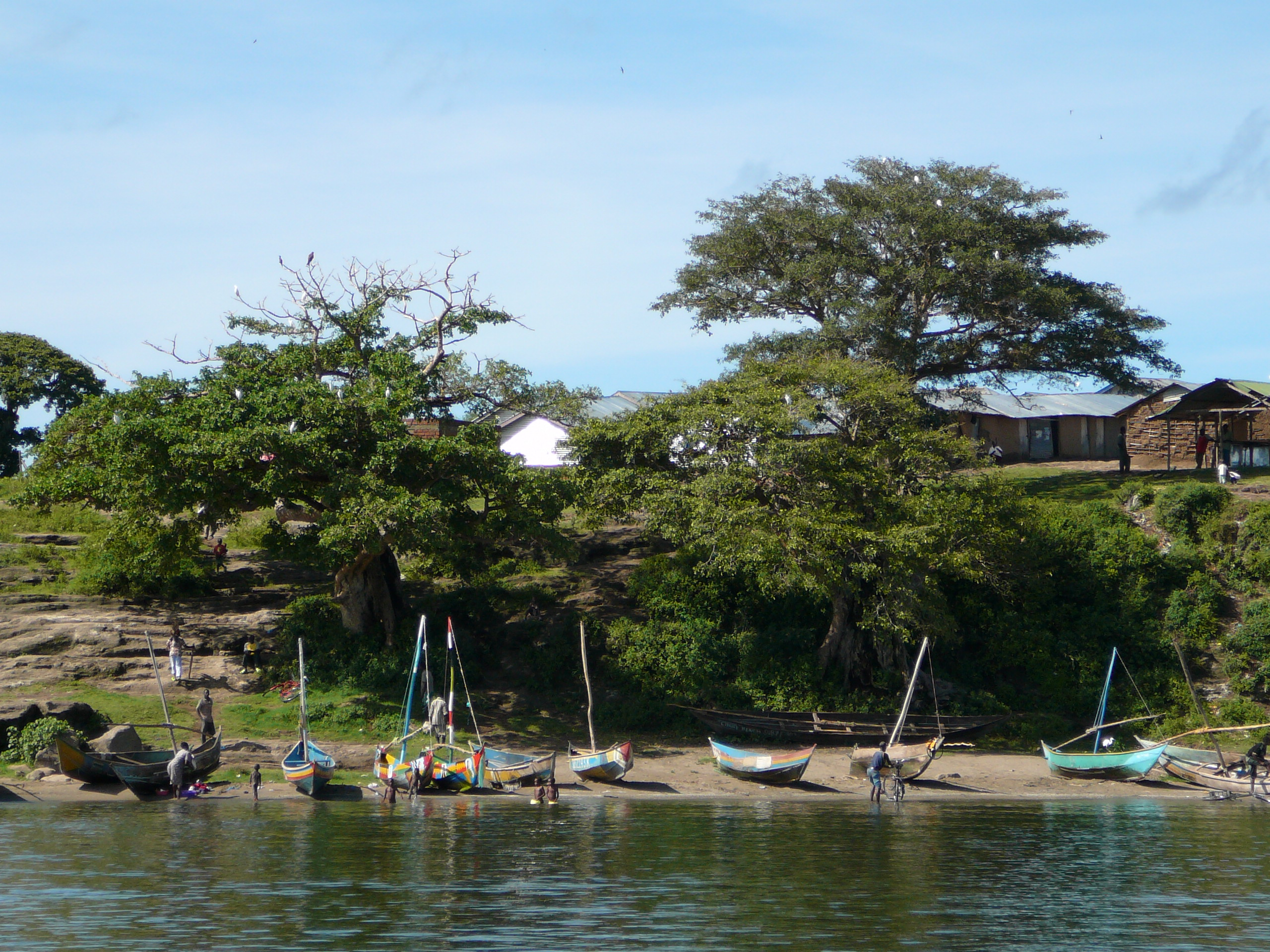
Illa de Rusinga

L'Illa de Rusinga és una illa lacustre de Kenya, localitzada en el Llac Victoria, d'origen volcànic, a l'est de l'illa Mfangano a la província de Nyanza, coneguda pels seus descobriments prehistòrics d'importància primordial.
S'eleva a un màxim de 1.441 m a la muntanya Kiah (Kiah Hill), que bloqueja l'entrada del golf de Winam i es connecta a la ciutat continental de Mbita per una estreta carretera construïda artificialment.
L'idioma local és el luo. Els avantpassats dels actuals habitants eren persones que venien de Suba en vaixells que durant centenars d'anys van arribar d'Uganda com a refugiats d'una guerra dinàstica. Així, molts noms de llocs Rusinga tenen orígens Suba, incloent el nom de l'illa en si i el seu bec central, Lunene.